# Sonderzug nach Pankow

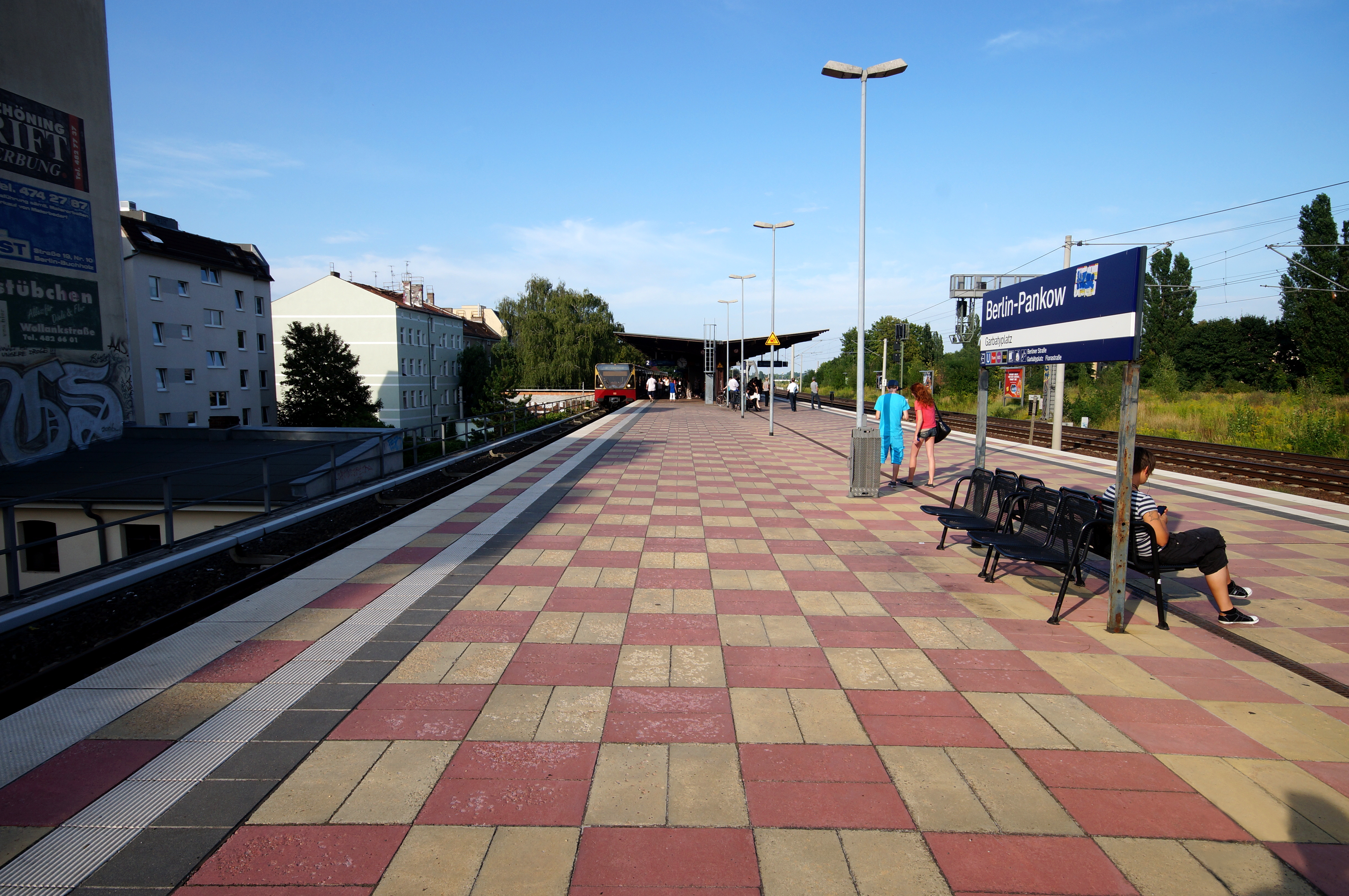
Die Bahnsteige des heutigen S-Bahnhofs Berlin-Pankow

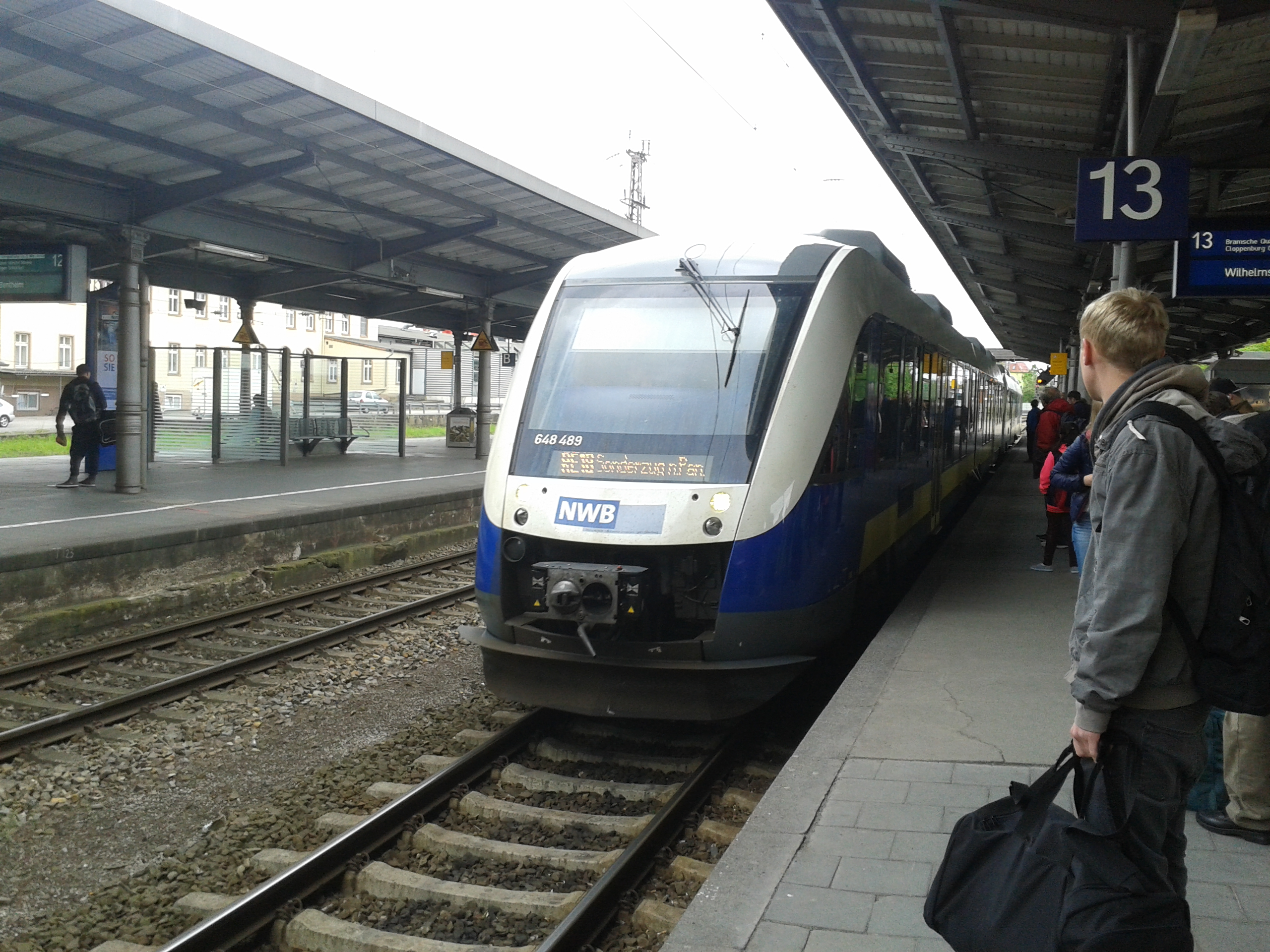
Ein scherzhaft als „Sonderzug n. Pan.“ beschilderter Zug der NordWestBahn in Osnabrück Hauptbahnhof

Sonderzug nach Pankow ist ein Lied von Udo Lindenberg, das auf der Melodie des 1941 erschienenen US-amerikanischen Klassikers Chattanooga Choo Choo beruht. Es wurde 1983 als Single veröffentlicht.

## Entstehungsgeschichte
Udo Lindenberg hatte im März 1979 in einem Radiointerview des SFB den Wunsch geäußert, für seine Fans in Ost-Berlin ein Konzert zu geben. Das Interview wurde in der DDR im Originalton aufgezeichnet und einen Tag später als Information des Staatlichen Komitees für Rundfunk dem Chefideologen und Kulturverantwortlichen der SED, Kurt Hager, vorgelegt. Dieser schrieb auf die Information: „Auftritt in der DDR kommt nicht in Frage“.
Lindenberg war über diese Ablehnung verärgert und kam Anfang 1983 auf die Idee, als Reaktion darauf einen deutschen Text zur Melodie von Glenn Millers Swing-Klassiker Chattanooga Choo Choo zu verfassen.
Das Original war von Harry Warren (Musik) und Mack Gordon (Text) geschrieben und im Mai 1941 aufgenommen worden. Der deutsche Text des auf der Single 3:01 Minuten und auf dem Album Odyssee 3:31 Minuten langen Liedes richtet sich in ironischer Weise direkt an den damaligen Staatsratsvorsitzenden Erich Honecker. Dieser wird als verknöcherter und scheinheiliger Mann dargestellt, der offiziell die Ideologie der Regierung präsentiere, aber innerlich ein Rocker sei und heimlich West-Radio höre.
Der Bezug zum Berliner Bezirk Pankow im Titel beruht darauf, dass das dort gelegene Schloss Schönhausen von 1949 bis 1960 Sitz des Präsidenten und bis 1964 des Staatsrates der DDR war. Pankow wurde in der Anfangszeit des Kalten Krieges im Volksmund als Synonym für „Regierungssitz der sowjetisch besetzten Zone“ benutzt.
Zum Schluss des Liedes ist eine Bahnhofsdurchsage auf Russisch zu hören. Der Text lautete: „Genosse Erich, im Übrigen hat der Oberste Sowjet nichts gegen ein Gastspiel von Herrn Lindenberg in der DDR!“ Diese Passage sollte darauf hinweisen, dass wesentliche Entscheidungen der DDR in der Sowjetunion getroffen wurden.

## Veröffentlichung und Erfolg
Am 2. Februar 1983 wurde die von Lindenberg selbst produzierte Single Sonderzug nach Pankow / Sternentaler (Polydor # 810 076-7) in der Bundesrepublik Deutschland veröffentlicht und gelangte dort am 7. Februar 1983 in die Hitparade, wo sie Platz fünf erreichte und dort für vier Wochen blieb. Es war Lindenbergs bis dahin beste Hitparadennotierung. Sie verweilte für insgesamt 21 Wochen in den Charts, davon sieben Wochen in den Top 10. In Österreich war die Single mit Chartrang drei noch höher platziert und blieb 14 Wochen in den Charts.
In einem Begleitbrief zum Song hatte Lindenberg am 16. Februar 1983 an Honecker geschrieben: „Laß doch nun auch mal einen echten deutschen Klartext-Rocker in der DDR rocken. Zeig Dich doch mal von Deiner locker-menschlichen und flexiblen Seite, zeig uns Deinen Humor und Deine Souveränität und laß die Nachtigall von Billerbeck ihre Zauberstimme erheben. Sieh das alles nicht so eng und verkniffen, Genosse Honey, und gib dein Okey für meine DDR-Tournee“.

## Politische Folgen

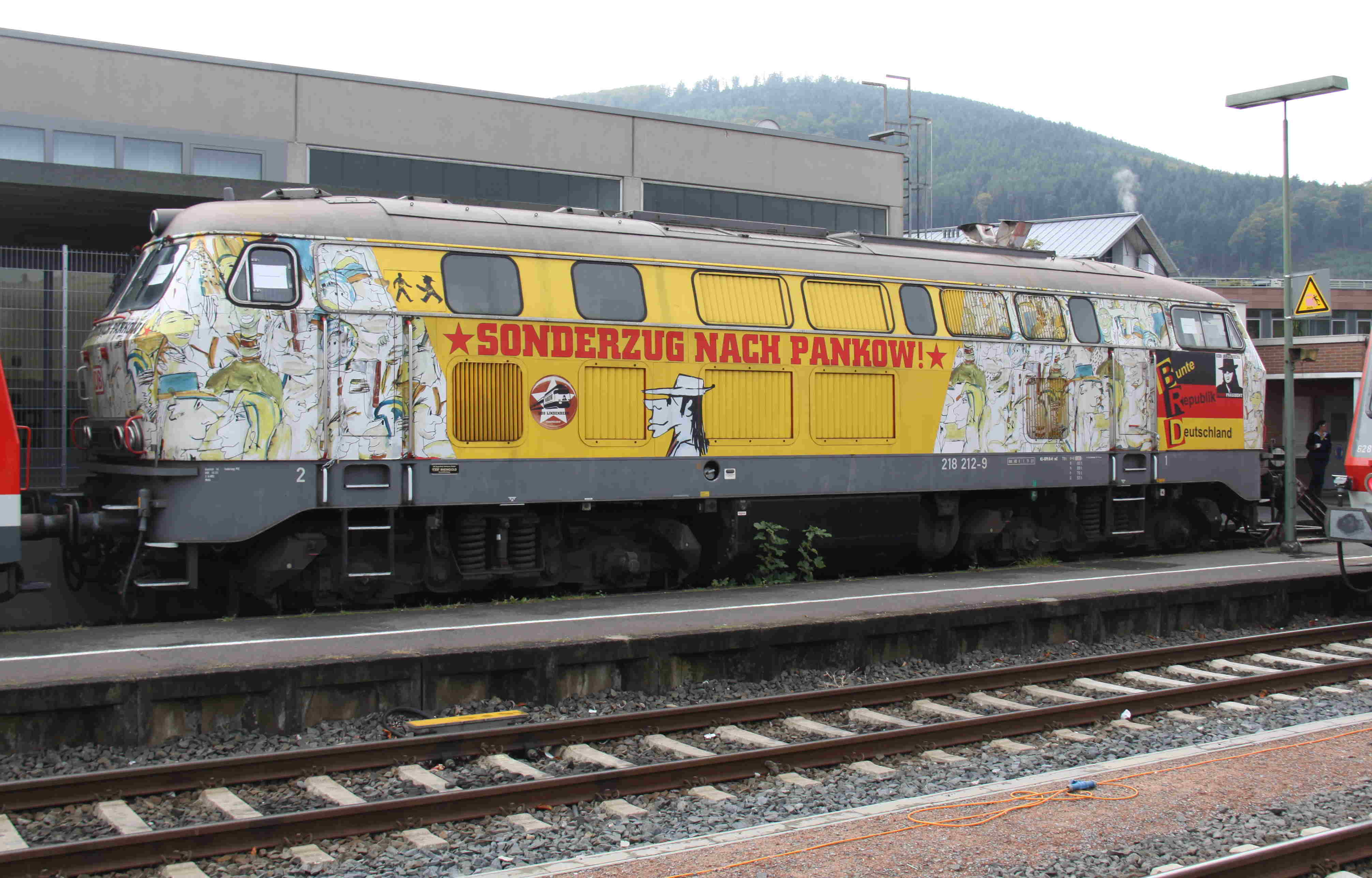
Diesellokomotive BR 218 212 mit Sonderlackierung Sonderzug nach Pankow im Bahnhof Miltenberg, 2012. Die Lok steht seit 2014 im Eisenbahnmuseum am Bahnhof in Amorbach.

Der despektierliche Songtext hatte den SED-Generalsekretär Honecker aufgebracht. In einem Brief versuchte der Lindenberg-Berater Michel Gaißmayer noch im August 1983 die Wogen zu glätten. FDJ-Chef Egon Krenz lud daraufhin Lindenberg ein, im Rahmen eines FDJ-Friedenskonzertes mit Künstlern aus aller Welt im Palast der Republik in Ost-Berlin vier seiner Lieder zu spielen.
Am 25. Oktober 1983 kam es zum ersten und bis zur Wende einzigen Auftritt von Udo Lindenberg in der DDR. Dieser fand im Rahmen des Festivals Rock für den Frieden vor 4200 linientreuen FDJ-Mitgliedern im Palast der Republik statt, bei dem Lindenberg diesen Titel auf Wunsch der DDR-Führung jedoch nicht sang. Er äußerte sich aber nicht ganz so, wie von der DDR-Führung erhofft: "In der Bundesrepublik und in der DDR – nirgendwo wollen wir auch nur eine Rakete sehen. Keine Pershings und keine SS-20!". Zudem solidarisierte er sich nach dem Konzert mit den Fans, die vor dem Gebäude warteten. Seine für 1984 geplante Tournee durch die DDR wurde daraufhin abgesagt.
Lindenbergs Zeile im Lied, dass Honecker heimlich auch gerne eine Lederjacke anziehe, wurde 1987 umgesetzt. Er sandte Honecker in diesem Jahr eine Lederjacke zu, was von Honecker mit einem Dankesbrief beantwortet wurde, in dem er die Rockmusik als vereinbar mit den Idealen der DDR bezeichnete. Des Weiteren schrieb Honecker, dass er die Lederjacke an den Zentralrat der FDJ weitergeben werde, damit dieser sie einem Rockfan zukommen lassen könne. Außerdem lag dem Brief eine Schalmei als Geschenk für Lindenberg bei. Honecker hatte dieses Instrument während seiner Jugendzeit gespielt. Als sich Honecker im September 1987 während eines Staatsbesuches in Wuppertal aufhielt, schenkte Lindenberg ihm eine Ibanez-E-Gitarre mit der Aufschrift „Gitarren statt Knarren“.

## Weitere Fassungen
- Im Rahmen seiner musikalischen Variationen von Hänsel und Gretel wurde das Stück von Otto Waalkes parodiert.[13]
- Im Herbst 2024 sollte der Song bei zwei Chorkonzerten aufgeführt werden, aber ohne das Wort „Oberindianer“, da dieses laut Veranstalter, der Stiftung Humboldt-Forum, „als diskriminierend wahrgenommen werden kann“. Stattdessen sollte von einem „Ober-I“ gesungen werden, mit langer Betonung auf dem „I“.[14] Nachdem der Fall kontrovers diskutiert worden war, sang der Chor den Originaltext.[15]